# Judiceratops
Genre
Espèce
Judiceratops est un genre éteint de dinosaures cératopsiens du Crétacé supérieur retrouvé au Montana, États-Unis. Il est le plus vieux membre connu des Chasmosaurinae. L'espèce type, Judiceratops tigris, a été nommée et décrite par Nicholas R. Longrich en 2013.

## Historique
L'holotype, YPM VPPU 022404, est constitué d'un crâne incomplet retrouvé dans une strate datée du Campanien de la Formation de Judith River. Le spécimen est conservé à l'University of California Museum of Paleontology (en) de Berkeley.

## Classification
Le cladogramme réalisé par Longrich en 2015 montre que Judiceratops est le plus basal des Chasmosaurinae juste après le genre Mercuriceratops.
- Chasmosaurinae
  - Mercuriceratops
  - 
    - Judiceratops
    - 
      - 
        - Chasmosaurus
          - Chasmosaurus sp. CMN 2280
          - 
            - Chasmosaurus belli
            - Chasmosaurus irvinensis

        - Mojoceratops

      - 
        - Agujaceratops
        - 
          - 
            - Pentaceratops aquilonius
            - Williams Fork chasmosaur
            - 
              - Pentaceratops sternbergii
              - Utahceratops

          - 
            - Kosmoceratops
              - Kosmoceratops richardsoni
              - Kosmoceratops sp. CMN 8301

            - 
              - 
                - Anchiceratops
                - Almond Formation chasmosaur

              - 
                - 
                  - Bravoceratops
                  - Coahuilaceratops

                - 
                  - Arrhinoceratops
                  - Triceratopsini
                    - Titanoceratops
                    - 
                      - Torosaurus
                      - Triceratops
                        - T. utahensis
                        - 
                          - T. horridus
                          - T. prorsus